# Segmento C

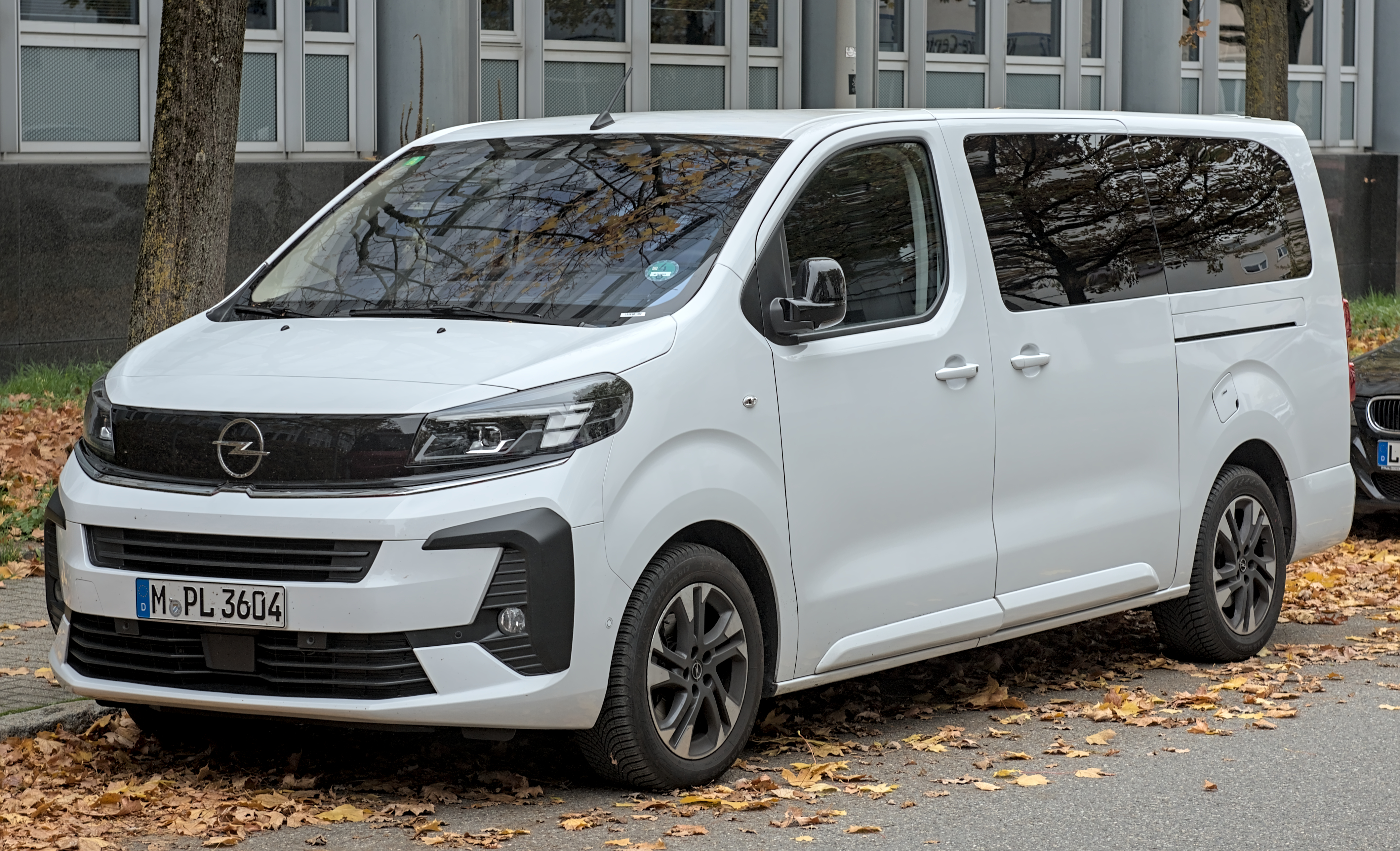
Opel Zafira, um monovolume de segmento C.

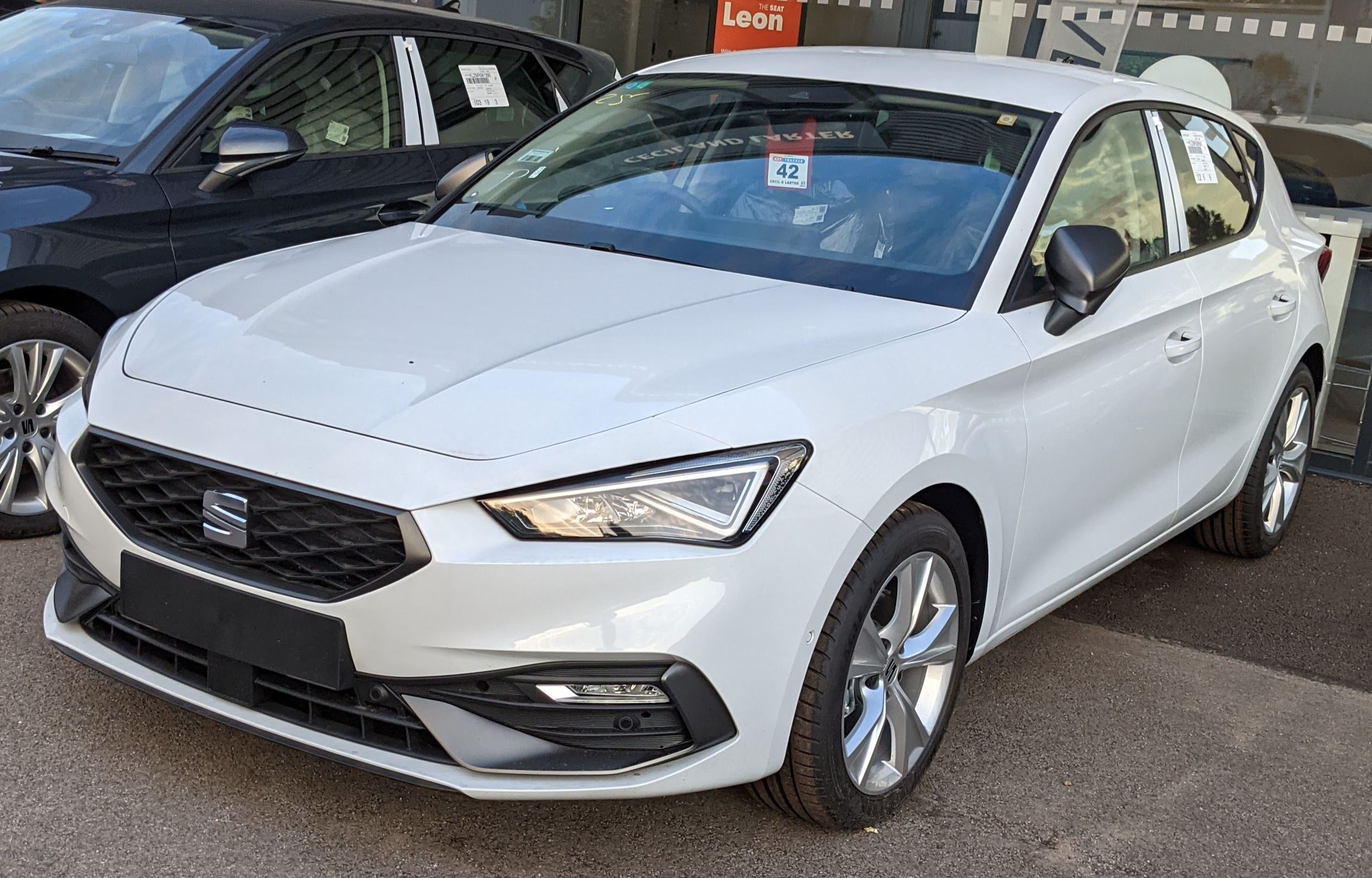
SEAT León, um compacto medio de segmento C.

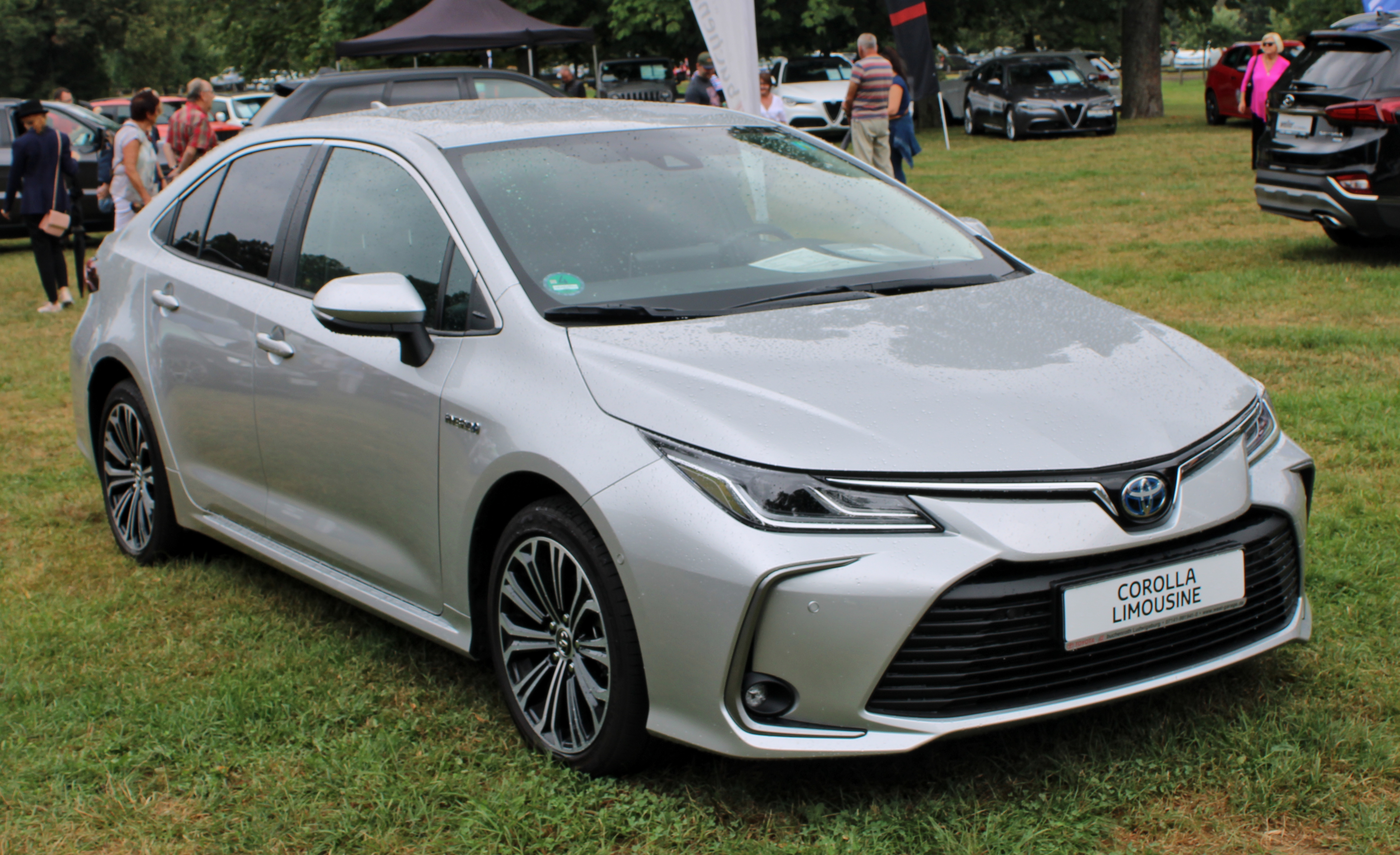
Toyota Corolla, uma berlina de segmento C.

O segmento C é uma categoria de classificação dos automóveis, que abrange carros entre o segmento B dos utilitários e o segmento D dos familiares. É a 3ª categoria dos segmentos europeus para automóveis de passeio, sendo descrita como a dos compactos.
É equivalente à classe de "small family car" do Euro NCAP e à definição atual da categoria de "compact car" usada na América do Norte.
No Brasil, os automóveis modernos do segmento C são classificados como de porte médio. Entretanto, alguns automóveis mais antigos do segmento C vendidos no Brasil, como o Gordini, o Fusca, o Brasília e o Chevette, são classificados como compactos no Brasil; já outros como o 1800/Polara, o Escort e o Kadett, também do segmento C, são classificados como médios. As picapes do segmento C são classificadas no Brasil como de porte intermediário.